# Condado de Gibson (Tennessee)
O Condado de Gibson é um dos 95 condados do Estado americano do Tennessee. A sede do condado é Trenton, e sua maior cidade é Trenton. O condado possui uma área de 1 563 km² (dos quais 2 km² estão cobertos por água), uma população de 48 152 habitantes, e uma densidade populacional de 31 hab/km² (segundo o censo nacional de 2000). O condado foi fundado em 1823.